# Lê Thần Tông
Lê Thần Tông (chinesisch 黎神宗, Pinyin Lí Shénzōng, [l̺e.tʰən.toŋ], * 1607; † 1662) war der sechste Herrscher von Annam, welcher der Lê-Dynastie angehört.

## Leben
Lê Thần Tông wurde als Lê Duy Kỳ (黎維祺) geboren. Er wurde 1607 geboren und regierte von 1619 bis 1643. Er folgte Lê Kính Tông, wurde von Lê Chân Tông 1643–1649 unterbrochen, und regierte schließlich noch von 1649 bis 1662. Ihm folgte Lê Huyền Tông auf den Thron nach. Er war ein Marionettenkönig unter Trịnh Tùng, welcher von 1570 bis 1623 herrschte, dann Trịnh Tráng von 1623 bis 1657, und anschließend Trịnh Tạc von 1657 bis 1682. Während dieser Zeit führte das Land Krieg gegen Champa.